# Marshall Harvey Stone
Marshall Harvey Stone (Nova Iorque, 8 de abril de 1903 — Chennai, 9 de janeiro de 1989) foi um matemático estadunidense.